# اروالد
اروالد (به آلمانی: Ehrwald) یک منطقهٔ مسکونی در اتریش است که در رویت واقع شده‌است. اروالد ۴۹٫۴ کیلومتر مربع مساحت دارد ۹۹۴ متر بالاتر از سطح دریا واقع شده‌است.